# St. Albans (Queens)
Pour les articles homonymes, voir St. Albans.
St. Albans est un quartier de la municipalité de New York, situé au cœur de l'arrondissement du Queens.

## Démographie
En 2010, la population de St. Albans s'élève à 48 593 habitants.
Composition ethno-raciale en 2010, :
- Blancs non hispaniques (1,0 %)
- Hispaniques et Latinos (6,5 %)
- Asiatiques (0,9 %)
- Noirs (88,6 %)
- Métis (2,2 %)
- Autres (0,8 %)